# 煩雑
| ウィキペディアには「煩雑」という見出しの百科事典記事はありません（タイトルに「煩雑」を含むページの一覧/「煩雑」で始まるページの一覧）。 代わりにウィクショナリーのページ「煩雑」が役に立つかもしれません。 |